# Sadri Erkılıç
Sadri Erkılıç (ur. 4 lutego 1915) – turecki biegacz narciarski, olimpijczyk.
Uczestnik igrzysk olimpijskich w Garmisch-Partenkirchen (1936). Brał udział jedynie w sztafecie 4 × 10 kilometrów. Turcy w składzie: Reşat Erceş, Sadri Erkılıç, Mehmut Şevket Karman, Cemal Tigin, nie ukończyli zawodów. Erkılıç biegł na drugiej zmianie, dystans 10 kilometrów przebiegł w czasie 1:04:06, Turcy byli wtedy na ostatnim 16. miejscu.